# Богородица Београдска
Богородица Београдска је ренесансна икона која се чува у цркви Светог Петра у Београду. У Београд су је донели као поклон баварског светилишта Марије Помоћнице.

## Историја
У доба турске владавине у Србији католички мисионари су у неколико наврата покушавали да се настане у Београду. Како су Турци у више наврата освајали Београд, тако су они одлазили и враћали се. Када је Еуген Савојски освојио Београд 1717. године исусовци се поново вратили. Већа група исусоваца (језуита) дошла је у српску престоницу 1718. и на Дорћолу основала своју заједницу. Њихова црква налазила се на углу данашње улице Краља Петра и Душанове, на месту где се данас налази Техничка школа „Дрво арт”. Када је школа грађена пронађени су темељи те првобитне језуитске цркве.

### Долазак слике у Београд
Почетком 18. века њихова жупа добија на поклон велику реликвију, барокну слику Богородице са Дететом, икону Марије Помоћнице. Када је град 1739. године враћен Турцима и Аустријанци сами порушили све што су у међувремену саградили, исусовци остављају цркву и све што имају и напуштају град. Са собом односе само Богородичину слику, коју склањају у исусовачку цркву у Петроварадину. На позлаћеној плочи урезују: 
| „ | Из Београда изгнана Девице, својом заштитом непрестано чувај Петроварадинце | ” |

Због ових речи слика је, током боравка у Петроварадину, добила назив Богородица Београдска и данас је предмет посебног поштовања.
Исусовци се враћају у Београд тек 1930. године и купују кућу лекара Јована Стејића, у улици Македонској 23, како би у њу сместили жупски дом. Три године касније одлучују да у дворишту саграде цркву. Црква је саграђена 1934. године, а слика је враћена у Београд 1938. Слика Богородице Београдске са поменутом посветом најпре се налазила на главном олтару капеле на Дорћолу, затим на главном олтару цркве сазидане 1732. године и посвећене њој у част, а данас заузима централно место у цркви, изнад олтара.

## О слици
Слика је доспела у Београд почетком 18. века као поклон хришћана из града Пасауа на Дунаву. На слици је Марија Мајка Божија са дететом Исусом у наручју. На полеђини слике налази се пергамент са латинским натписом који у преводу гласи:
| „ | Ову слику Блажене Дјеве Марије Помоћнице, по облику и величини милосне слике Пасавске, пресликане од врло славног сликара Јакова Криштофора Плацера и додиром чудотворне слике на Пасавској гори посвећену, велечасном оцу Фрањи Ксаверском Фогелу, првом супериору Београдске мисије, да је постави на велики жртвеник њезине цркве у Београду, послао је Фрањо Гулц, префект грађанске конгрегације Бл. Дјев. Марије од Анђела поздрављене, коју су Пасавски Исусовци основали. Године од анђеоског поздрава... 1718. | ” |

Сама слика је копија слике „Марија Помоћница” немачког ренесансног сликара Лукаса Кранача Старијег. Копије те слике су распрострањене по целој Средњој Европи и врло често се могу наћи у Словенији, Мађарској, Баварској, Аустрији. У 18. и 19. веку многе верске заједнице трудиле су се да прибаве што вернију копију ове слике.

## Празник Богородице Београдске
Богородица Београдска постала је заштитница жупе Светог Петра у Београду и њен празник се слави 19. октобра. У низу празника и светковина посвећених Девици Марији овај је посебно важан за Београдску надбискупију и сам град Београд.